# Geografía de los Países Bajos

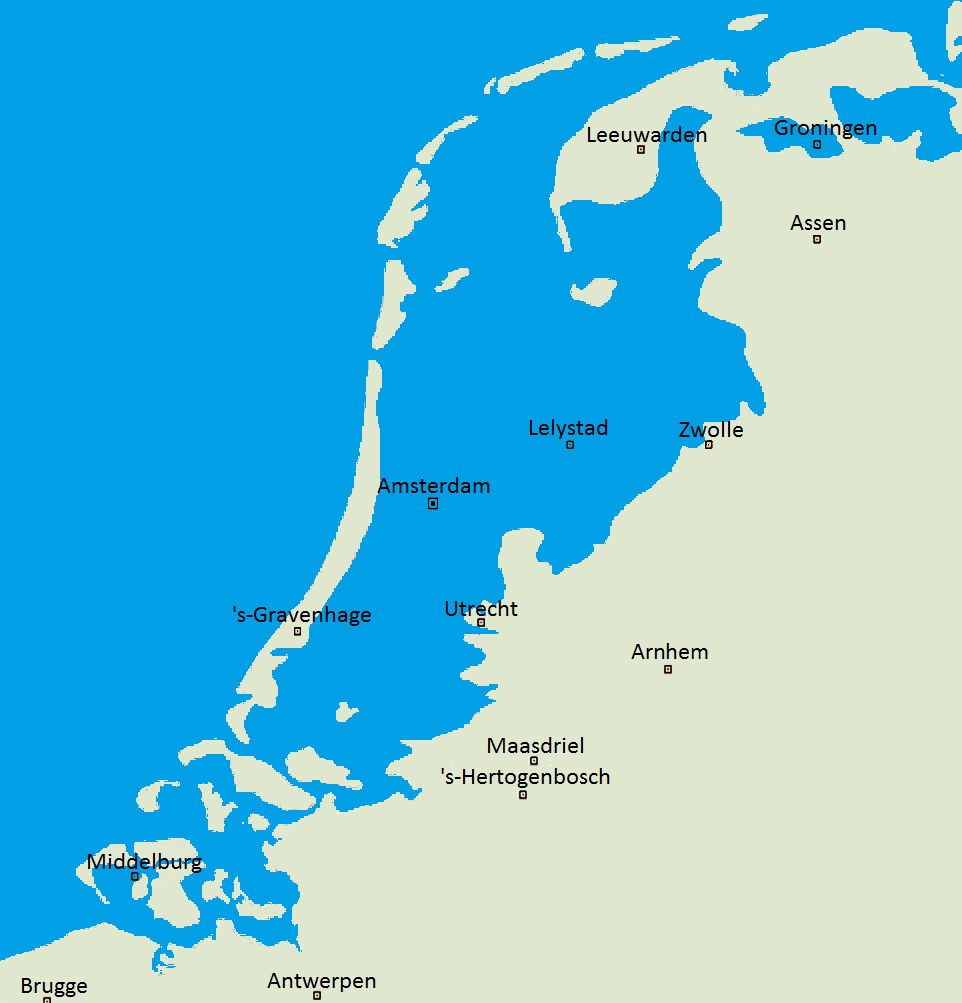
Tierra por encima del nivel del mar.

Los Países Bajos (nombre local, Koninkrijk der Nederlanden) son un estado de Europa occidental, a orillas del mar del Norte, entre Bélgica y Alemania. Su nombre, Nederlanden ("Tierras bajas") se debe a que una parte del norte y oeste del territorio del país se encuentra por debajo del nivel del mar. Al sureste del país se extienden los llamados Países altos superiores, que se elevan un poco por encima del nivel del mar.

## Geografía física

### Relieve
Es un país muy llano. La mitad de su territorio, la región de los pólders (tierra ganada al mar), está por debajo del nivel del mar y dos quintas partes están entre 0 y 5 msnm. Es una altiplanicie litoral. Esta zona es continuación de la llanura de Europa septentrional, en la que abundan landas, colinas, arenales y pantanos. Solo hay pequeñas colinas hacia el sur y el suroeste. Su altura máxima es el Vaalserberg, que alcanza los 321 msnm, en la provincia de Limburgo.
Todas estas extensas llanuras se inundarían si no fuera por el sistema de diques y el cordón litoral de dunas que llegan a alcanzar los 60 msnm, desde Hoek van Holland hasta Den Helder. Estos diques ayudan a conservar las islas Zelandesas, Noord-Beveland, entre otras. La zona noroeste era originalmente zona de marismas y pantanos que quedaban detrás de una línea de dunas que iba desde la costa francesa hasta la península de Jutlandia. Aquí se formaron las islas Frisias, el mar de Frisia y el antiguo golfo de Zuiderzee. Ya en la época medieval se comenzaron a poner diques, rellenar terreno entre islotes y drenar el terreno con la fuerza motriz del viento (molinos de viento). Luego fueron sustituidos en esta tarea por la máquina de vapor (siglo XIX) y después por bombas eléctricas (siglo XX). Gracias a todo este esfuerzo de siglos, se ha logrado ganar terreno al mar, zonas llamadas pólder, incrementando su superficie en más de un 20 %. El gran dique de Afsluitdijk cierra el IJsselmeer, de manera que las aguas del mar del Norte no puedan entrar en la zona de pólderes. A partir de los años veinte se empezó a drenar el Zuiderzee de manera que se ganaron otros 2200 kilómetros cuadrados de pólderes.
También se inundarían si no fuera por la canalización de los ríos que cruzan el país. Esta situación provocó graves inundaciones en 1953, que causaron la muerte de 1835 personas, forzando la evacuación de otras 70 000, además de ser destruidas 4500 edificaciones. Para evitar que se repitiera semejante catástrofe, el Estado impulsó el plan Delta (Idioma neerlandés: Deltawerken) en la zona meridional del país, para unir las desembocaduras del Rin y el Mosa. Este proyecto de protección, que se ha visto rematada por la barrera antitormentas de Róterdam. La obra más destacada del complejo es la Oosterscheldekering que está considerada una de las siete maravillas del mundo moderno según la Sociedad americana de ingenieros civiles.

### Ríos, lagos y costas
La mitad del país corresponde al inmenso delta del Rin, del Mosa y del Escalda, los tres grandes ríos que cruzan los Países Bajos. Se encuentran encauzados por canales. El Rin tiene dos brazos importantes, el Waal, que divide el país en dos partes, y el Lek.

### Clima
Es un territorio de clima oceánico templado. Se caracteriza por vientos del oeste, especialmente fuertes en invierno. Abundan las lluvias copiosas y las temperaturas son moderadas. Como está en una latitud bastante alta, los inviernos son duros y con heladas. Tiene una pluviosidad propia de una costa oceánica, con 700-800 mm de media anual, frecuentes precipitaciones y nieblas. Es un país de elevada humedad ambiental (77 % promedio anual), incrementada por los canales de drenaje y los brazos fluviales, pues la red de ríos y canales miden 4832 kilómetros en total.
Las siguientes tablas muestran las variaciones del clima en el país:
| Mes                         | Ene | Feb | Mar | Abr | May | Jun | Jul | Ago  | Sep | Oct | Nov | Dic |
| --------------------------- | --- | --- | --- | --- | --- | --- | --- | ---- | --- | --- | --- | --- |
| Media de temp máx (°C)      | 4   | 5   | 10  | 13  | 18  | 21  | 22  | 22   | 19  | 14  | 9   | 5   |
| Media de temp min (°C)      | -1  | -1  | 1   | 4   | 8   | 11  | 13  | 13   | 10  | 7   | 3   | 1   |
| Media de temp. (°C)         | 1,5 | 2   | 6   | 9   | 13  | 16  | 18  | 17,5 | 15  | 11  | 6   | 3   |
| Media de precipitación (mm) | 68  | 53  | 44  | 49  | 52  | 58  | 77  | 87   | 72  | 72  | 70  | 64  |
| Humedad relativa (%)        | 86  | 83  | 76  | 70  | 67  | 67  | 72  | 74   | 77  | 81  | 87  | 88  |

### Medio ambiente
El bioma primigenio es el bosque templado de frondosas. Fue sustituido por páramo con retama y brezos. El suelo está saturado constantemente de agua, por ello es difícil que se desarrolle la vegetación y permite la formación de extensas turberas. 
Según WWF, la práctica totalidad del país pertenece a la ecorregión denominada bosque mixto atlántico, salvo el extremo sureste, que corresponde al bosque de frondosas de Europa occidental. Conforme a la normativa de la Unión Europea, el territorio de este país pertenece a la región biogeográfica atlántica. Destaca en su patrimonio natural un bien natural, patrimonio de la Humanidad declarados por la Unesco: el mar de Frisia, compartido con Alemania. Parte del mar de Frisia (Waddenzee) es también reserva de la biosfera desde 1986. 818 908 hectáreas están protegidas como humedales de importancia internacional al amparo del Convenio de Ramsar, en total, 49 sitios Ramsar, incluidos los de Aruba y las Antillas Neerlandesas. Tiene una veintena de parques nacionales, destacando entre ellos  Hoge Veluwe.
Los Países Bajos son uno de los estados que más sufren el cambio climático. No sólo son un problema las inundaciones producidas por el mar, ya que un desbordamiento de los ríos también podría ser muy peligroso.

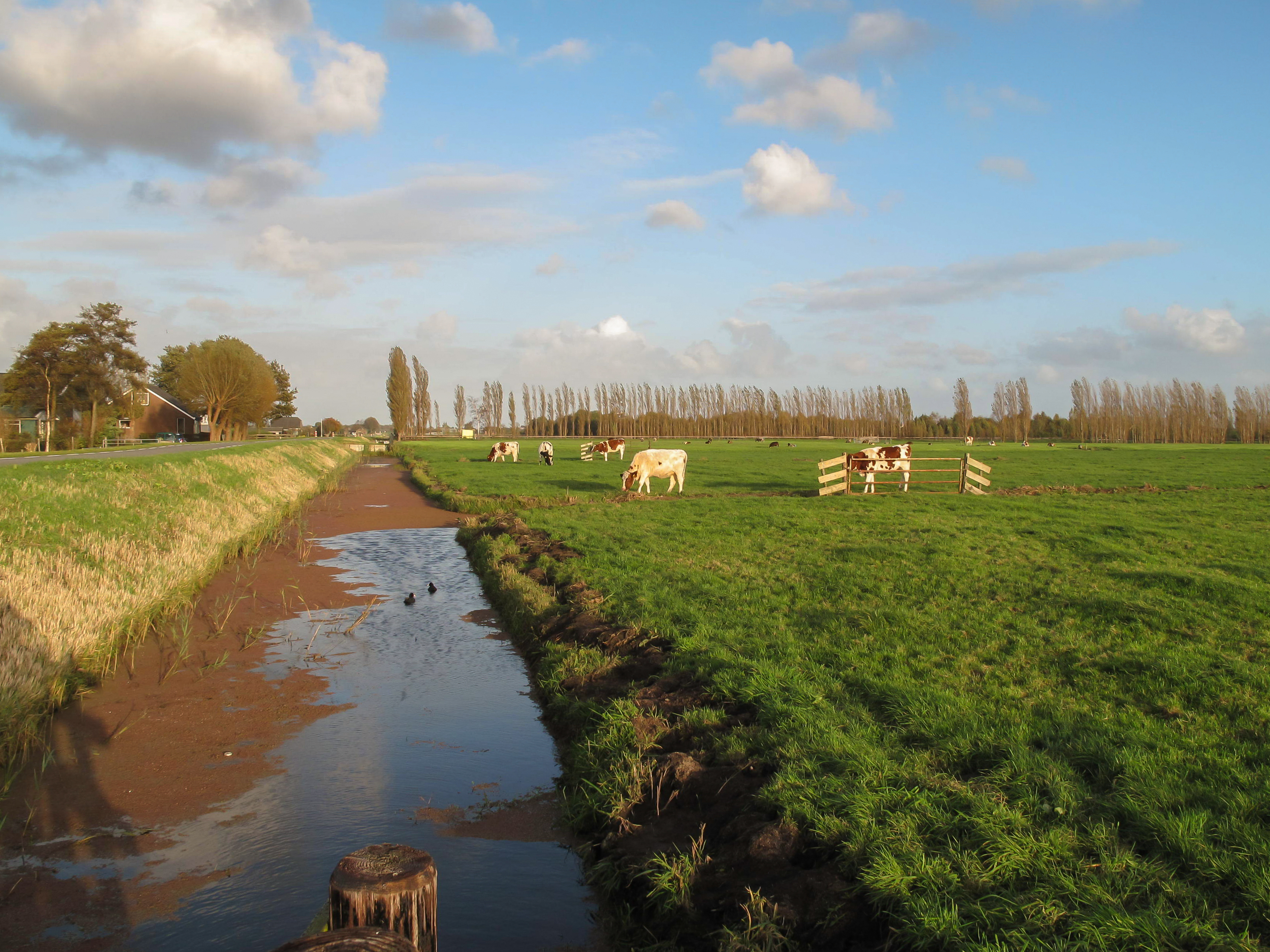
Entre Roelofarendsveen y Hoogmade, vista hacia el pólder.

## Geografía humana
La población del territorio de los Países Bajos asciende a 16 715 999 habitantes (estimación de julio de 2009). Eso determina una densidad de población de 402,38 habitantes por kilómetro cuadrado. Al concentrarse el 82% de la población total (2008) en las ciudades, estas zonas acaban siendo las más densamente pobladas de Europa; la zona de los pólder está mucho menos habitada. Según estimaciones de 2009, el coeficiente de crecimiento poblacional anual es de 0,412%, el índice de natalidad, 10,4 nacimientos/1000 habitantes, y el de mortalidad 8,74 muertos/1000 habitantes.
Los principales grupos étnicos: neerlandeses 80,7%, ciudadanos europeos 5%, indonesios 2,4%, turcos 2,2%, surinamenses 2%, marroquíes 2%, Antillas Neerlandesas y Aruba 0,8%, otros 4.8% (2008 est.)
Los idiomas oficiales son el neerlandés, de origen germánico, y el frisón (en Frisia). 
En cuanto a la religión, un 30% de la población es católica, protestantes de la reforma neerlandesa el 11%, calvinistas el 6%, otros grupos protestantes representan el 3%; hay un 5,8% de musulmanes, otras religiones 2,2% y ninguna religión 42% (2006).

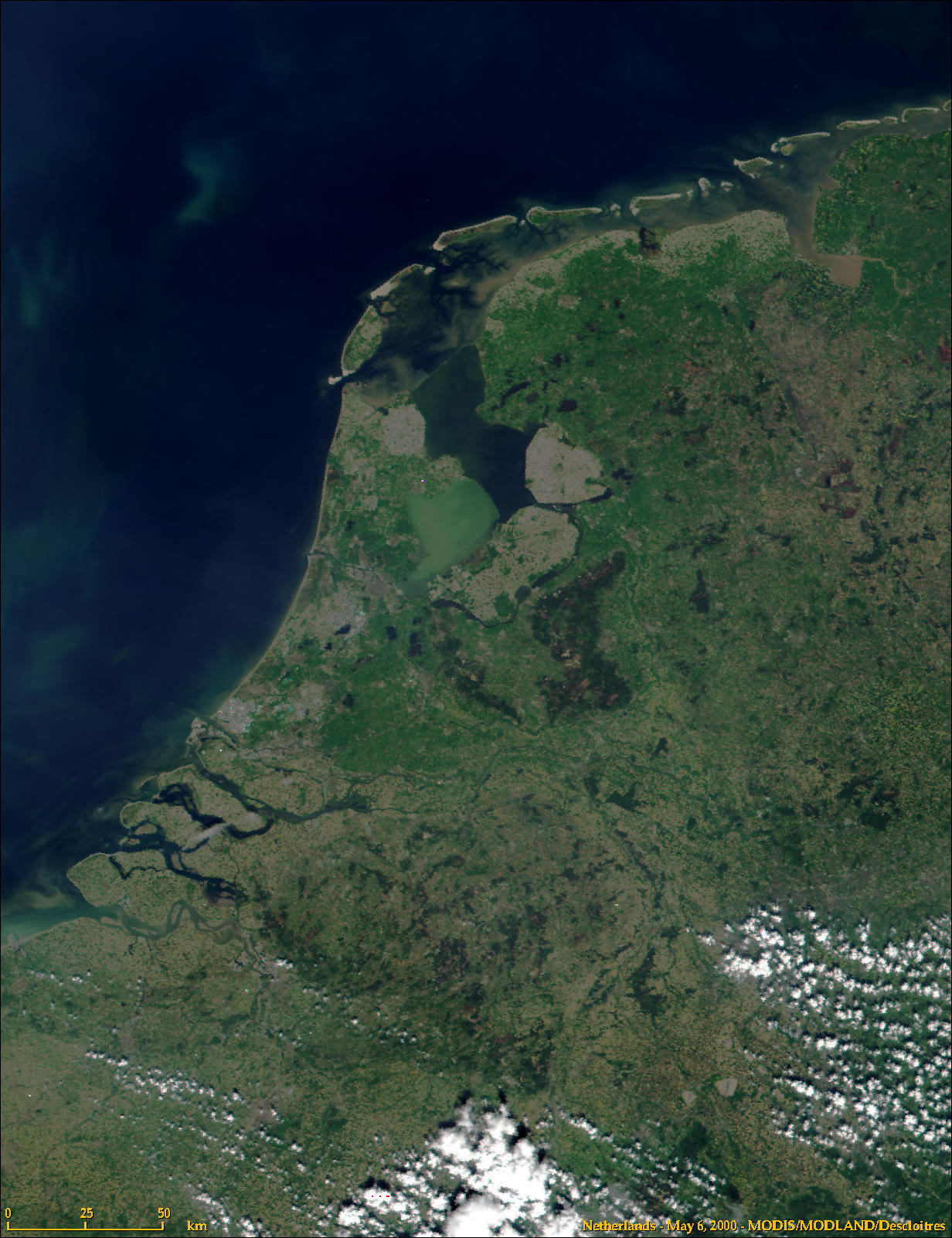
Imagen de satélite de los Países Bajos, mayo de 2000.

La capital, Ámsterdam, cuenta con 761.395 habitantes (2009). Las ciudades más importantes, por número de habitantes, son: Róterdam (598.199 hab.) lugar donde desemboca el Rin, lo que ha hecho de esta ciudad el puerto de mayor movimiento en el continente; La Haya (474.292 hab.), Utrecht (299.484 hab.), Eindhoven (209.620 hab.), Tilburgo (199.613 hab.), Groninga (181.194 hab.), Almere (176.432 hab.), Breda (167.673 hab.) y Nimega (161.675 hab.)
Los Países Bajos están divididos en doce provincias (provincies, singular - provincie): Holanda Meridional (cap. La Haya), Holanda Septentrional (Haarlem), Brabante Septentrional (Bolduque), Güeldres (Arnhem), Utrecht (Utrecht), Limburgo (Maastricht), Overijssel (Zwolle), Frisia (Leeuwarden), Groninga (Groninga), Drente (Assen), Zelanda (Midelburgo) y Flevoland (Lelystad).

## Geografía económica
Los recursos naturales de los Países Bajos son el gas natural, petróleo, turba, caliza, sal, arena y gravilla y tierra arable. En cuanto al uso de la tierra, se distinguen: tierra arable, 21,96 %; cosechas permanentes, 0,77 % y otros 77,27 % (2005). La tierra irrigada es de 5650 kilómetros cuadrados (2003). 
Se trata de uno de los países más desarrollados del mundo. Su economía está muy desarrollada y diversificada. Tiene una de las rentas per cápita más altas del mundo: 39 000 dólares de PIB per cápita en 2009. El PIB se nutre especialmente de las rentas del sector servicios 73,7 % (2009 est.), la industria proporciona el 24,4 % y la agricultura solo el 1,9 %. La población activa se dedica a los servicios (80 %), a la industria (18 %) y a la agricultura (2 %).
La economía de los Países Bajos destaca por sus estables relaciones industriales, una tasa moderada de desempleo e inflación. Tiene un papel importante como centro del transporte europeo. Róterdam está considerado como el mayor puerto mundial. La actividad industrial es predominantemente en procesamiento de alimentos, química, refinamiento del petróleo y maquinaria eléctrica. Entre las grandes empresas multinacionales de origen neerlandés están Philips, complejo electrónico y electromecánico; participa en la Royal Dutch Shell, y en Unilever, industria química y de la alimentación. Un sector agrícola altamente mecanizado emplea a tan sólo el 2 % de la población activa pero proporciona grandes excedentes para la industria alimenticia y para la exportación. Destaca la floricultura de tulipanes y jacintos que se destinan en gran medida a la exportación. Los abundantes pastos son la base de la cría de ganado vacuno de leche, muy seleccionado. 
Después de veintiséis años de crecimiento económico ininterrumpido, la economía de los Países Bajos, que es muy abierto y depende del comercio extranjero y los servicios financieros, ha sentido fuertemente la crisis económica global. El PIB neerlandés se contrajo 4,3 % en 2009. Las exportaciones bajaron casi el 25 % en 2009 debido a la brusca contracción en la demanda mundial.